# العلاقات الإندونيسية الناوروية
العلاقات الإندونيسية الناوروية هي العلاقات الثنائية التي تجمع بين إندونيسيا وناورو.

## مقارنة بين البلدين
هذه مقارنة عامة ومرجعية للدولتين:
| وجه المقارنة                                              | إندونيسيا         | ناورو                          |
| --------------------------------------------------------- | ----------------- | ------------------------------ |
| المساحة (كم2)                                             | 1.90 مليون        | 21                             |
| عدد السكان (نسمة)                                         | 263.99 مليون      | 10.08 ألف                      |
| الكثافة السكانية (ن./كم²)                                 | 138.94            | 48.00 ألف                      |
| العاصمة                                                   | جاكرتا            | ضاحية يارين                    |
| اللغة الرسمية                                             | اللغة الإندونيسية | اللغة الناورونية، لغة إنجليزية |
| العملة                                                    | روبية إندونيسية   | دولار أسترالي                  |
| الناتج المحلي الإجمالي (بليون دولار)                      | 1.02 تريليون      | 113.88 مليون                   |
| الناتج المحلي الإجمالي (تعادل القوة الشرائية) بليون دولار | 2.85 تريليون      | 162.98 مليون                   |
| الناتج المحلي الإجمالي الاسمي للفرد دولار أمريكي          | 3.35 ألف          | 9.83 ألف                       |
| الناتج المحلي الإجمالي للفرد دولار أمريكي                 | 10.52 ألف         |                                |
| مؤشر التنمية البشرية                                      | 0.684             |                                |
| رمز المكالمات الدولي                                      | +62               | +674                           |
| رمز الإنترنت                                              | .id               | .nr                            |
| المنطقة الزمنية                                           |                   | ت ع م+12:00                    |

## منظمات دولية مشتركة
يشترك البلدان في عضوية مجموعة من المنظمات الدولية، منها:
| علم المنظمة | اسم المنظمة                   | تاريخ انضمام إندونيسيا | تاريخ انضمام ناورو |
| ----------- | ----------------------------- | ---------------------- | ------------------ |
|             | يونسكو                        | 27 مايو 1950           | 17 أكتوبر 1996     |
|             | الاتحاد البريدي العالمي       | ?                      | ?                  |
|             | منظمة الشرطة الجنائية الدولية | 5 أكتوبر 1954          | ?                  |
|             | الأمم المتحدة                 | 28 سبتمبر 1950         | 14 سبتمبر 1999     |
|             | بنك التنمية الآسيوي           | 1966                   | 1991               |
|             | الاتحاد الدولي للاتصالات      | 1949                   | 10 يونيو 1969      |
|             | منظمة حظر الأسلحة الكيميائية  | ?                      | ?                  |

## وصلات خارجية
- موقع وزارة الخارجية الإندونيسية